# Wolfschlugen
Wolfschlugen is een gemeente in het Landkreis Esslingen in Baden-Württemberg. Wolfschlugen telt 6.362 inwoners.

## Geografie
Aangrenzende gemeenten zijn Neuhausen auf den Fildern in het noorden, Unterensingen in het oosten, Nürtingen in het zuidoosten, Aichtal in het zuidwesten en Filderstadt in het westen.

## Geschiedenis
Wolfschlugen wordt voor het eerst genoemd in documenten van 2 april 1318, toen graaf Eberhard II van Württemberg de plaats dorpsrechten verleende. Vervolgens is lange tijd weinig bekend, tot de verbouwing van de (evangelische) kerk in 1603 naar haar huidige vorm en de bouw van een nieuw stadhuis in 1608/1609 door Michel Kell en Jerg Mercklin. In 1728 kreeg Wolfschlugen een nieuwe kerk, en de eerste school werd in 1776 neergezet. Een kleine eeuw later, in 1866, werd de eerste vrijwillige brandweer opgericht. In 1899 kreeg Wolfschlugen zijn eigen telegraafstation, en zeven jaar later (1906) kreeg de stad haar eerste telefoonverbinding. Wolfschlugen werd in 1914 aangesloten op het elektriciteitsnetwerk.In 1938 werd Wolfschlugen bij Landkreis Nürtingen gevoegd, dat op zijn beurt weer in zijn geheel bij Landkreis Esslingen ingelijfd wordt in 1973.

## Religie

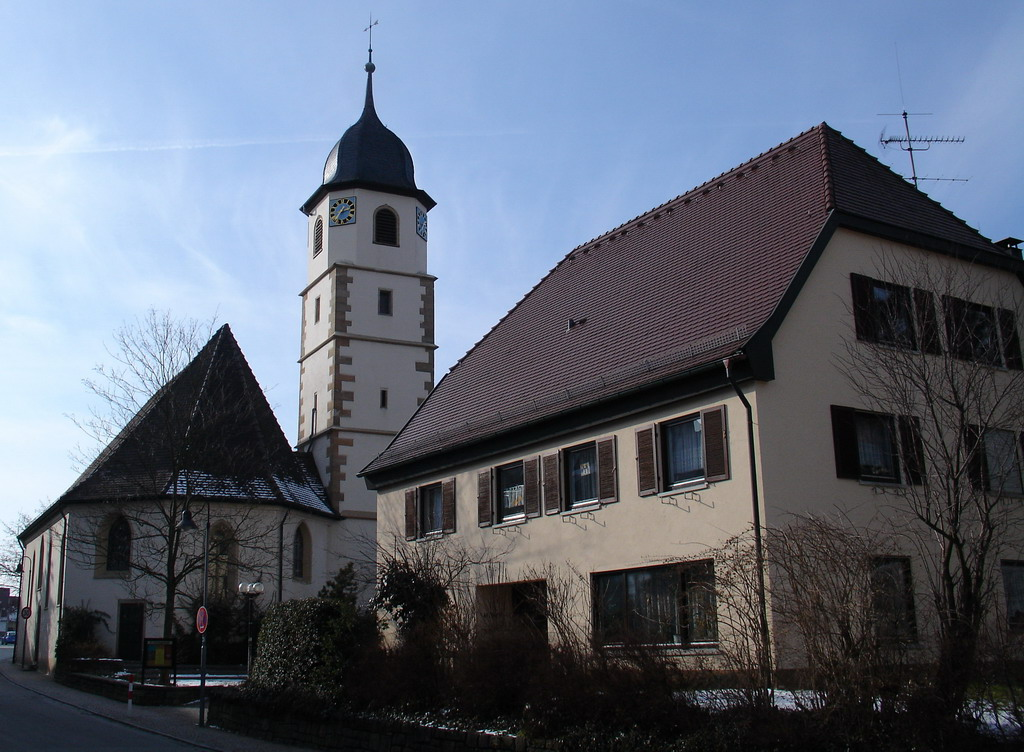
Evangelische Kerk

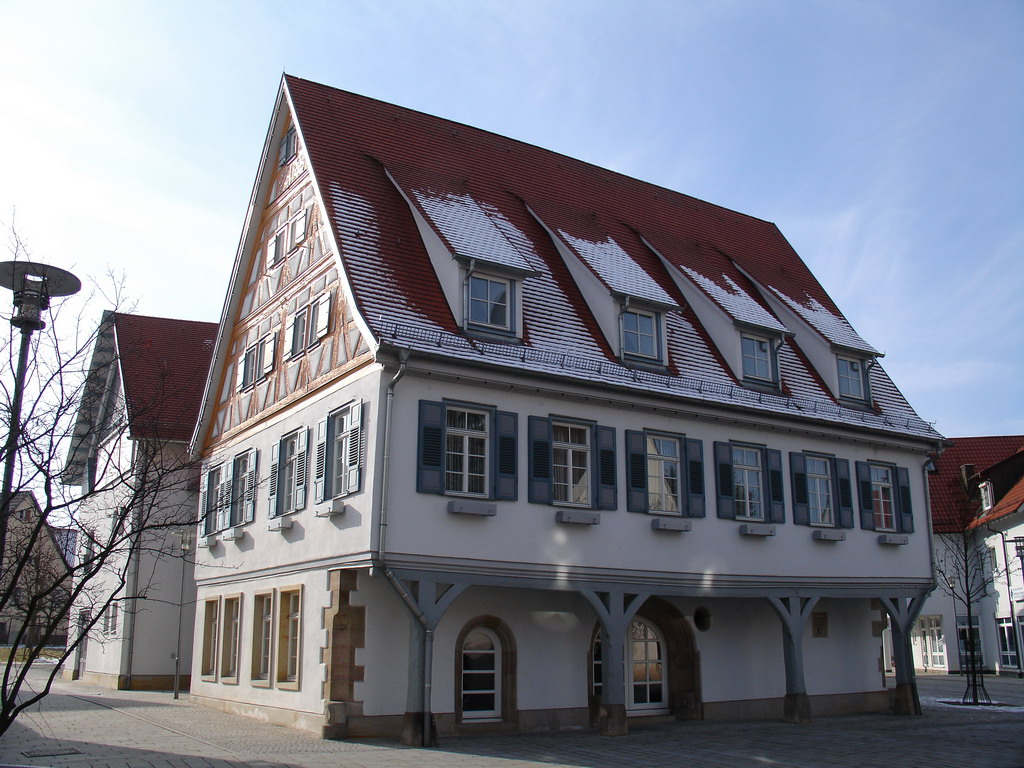
Stadhuis

Sinds de Reformatie is Wolfschlugen evangelisch ingesteld. Pas door de immigratie van Duitsers uit vooral het Sudetenland (maar ook Polen, Hongarije en andere gebieden) na het einde van de Tweede Wereldoorlog is er iets meer verschil doordat er een noemenswaardige rooms-katholieke geloofsgemeenschap ontstond, die bovendien een eigen kerk in de stad heeft.

### Demografische groei
De onderstaande tabel geeft volkstellingen weer (¹), dan wel officiële statistische schattingen.
| Datum               | Inwoners |
| ------------------- | -------- |
| 3 december 1834 ¹   | 1206     |
| 1 december 1871 ¹   | 1281     |
| 1 december 1900 ¹   | 1407     |
| 17 mei 1939 ¹       | 1762     |
| 13 september 1950 ¹ | 2239     |
| 6 juni 1961 ¹       | 2689     |
| 27 mei 1970 ¹       | 3547     |
| 25 mei 1987 ¹       | 5212     |
| 31 december 1991    | 5462     |
| 31 december 1995    | 5710     |
| 31 december 2000    | 6082     |
| 31 december 2005    | 6264     |
| 31 december 2010    | 6309     |
| 31 december 2015    | 6340     |

## Politiek

### Gemeinderat
Der Gemeinderat in Wolfschlugen hat 14 Mitglieder. Die Kommunalwahl am 25. Mai 2014 führte zu folgendem amtlichen Endergebnis. Der Gemeinderat besteht aus den gewählten ehrenamtlichen Gemeinderäten und dem Bürgermeister als Vorsitzendem. Der Bürgermeister ist im Gemeinderat stimmberechtigt.
| Partijen | Partijen                                    | % 2014  | Zetels 2014 | % 2009 | Zetels 2009 |
| FB       | Freie Bürgerliste                           | 30,73   | 4           | 28,9   | 4           |
| UW       | Unabhängige Wählervereinigung               | 23,12   | 3           | 23,1   | 3           |
| CDU      | Christlich Demokratische Union Deutschlands | 17,81   | 3           | 18,2   | 3           |
| SPD      | Sozialdemokratische Partei Deutschlands     | 14,31   | 2           | 14,1   | 2           |
| OGL      | Offene Grüne Liste                          | 14,03   | 2           | 12,7   | 2           |
| totaal   | totaal                                      | 100,0   | 14          | 100,0  | 14          |
| Opkomst  | Opkomst                                     | 55,61 % | 55,61 %     | 57,6 % | 57,6 %      |

## Wapen

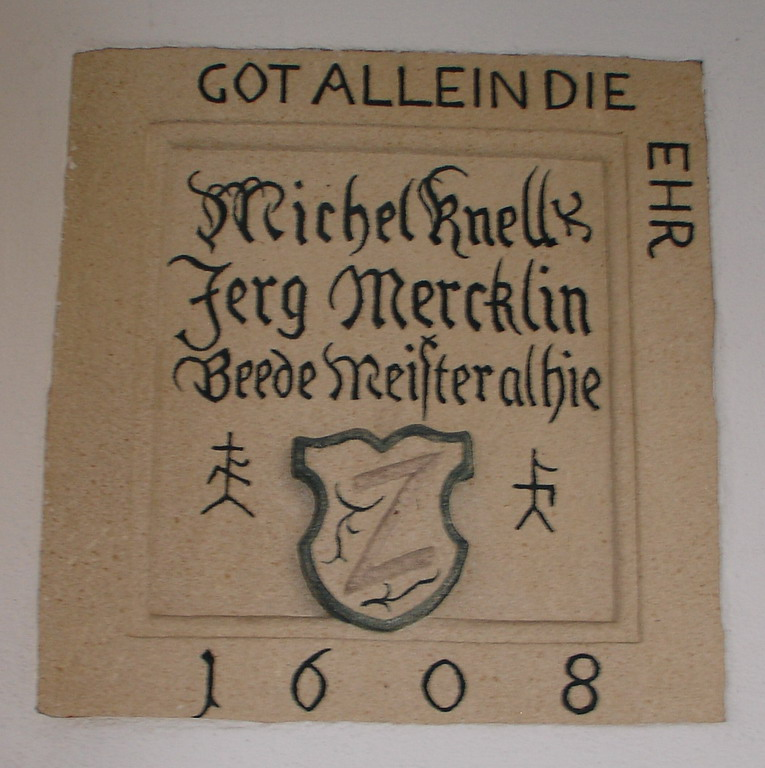
Afbeelding in het Stadhuis

De oudste afbeelding van het wapen van Wolfschlugen dateert uit 1608 en is te zien in het stadhuis. De ietwat cursieve letter "Z" op een gele achtergrond symboliseert waarschijnlijk een wolfsangel, een stuk gereedschap waarmee op wolven werd gejaagd, waarbij aan de ene haak een kadaver als aas werd gehangen en de andere nodig was om het apparaat aan een boom te bevestigen.

## Onderwijs
In Wolfschlugen staan zowel een basisschool als een school voor voortgezet onderwijs. Bij die laatste gaat het echter om de lagere niveaus, vergelijkbaar met het Nederlandse vmbo. Voor de jongere kinderen bestaat er ook mogelijkheid tot opvang in een van de vier Kindergarten.
Aichtal ·
Aichwald ·
Altbach ·
Altdorf ·
Altenriet ·
Baltmannsweiler ·
Bempflingen ·
Beuren ·
Bissingen an der Teck ·
Deizisau ·
Denkendorf ·
Dettingen unter Teck ·
Erkenbrechtsweiler ·
Esslingen am Neckar ·
Filderstadt ·
Frickenhausen ·
Großbettlingen ·
Hochdorf ·
Holzmaden ·
Kirchheim unter Teck ·
Kohlberg ·
Köngen ·
Leinfelden-Echterdingen ·
Lenningen ·
Lichtenwald ·
Neckartailfingen ·
Neckartenzlingen ·
Neidlingen ·
Neuffen ·
Neuhausen auf den Fildern ·
Notzingen ·
Nürtingen ·
Oberboihingen ·
Ohmden ·
Ostfildern ·
Owen ·
Plochingen ·
Reichenbach an der Fils ·
Schlaitdorf ·
Unterensingen ·
Weilheim an der Teck ·
Wendlingen am Neckar ·
Wernau (Neckar) ·
Wolfschlugen